# Chariesthes laetula
Chariesthes laetula är en skalbaggsart som beskrevs av Louis Albert Péringuey 1899. Chariesthes laetula ingår i släktet Chariesthes och familjen långhorningar.
Artens utbredningsområde är:
- Moçambique.
- Zimbabwe.

Inga underarter finns listade i Catalogue of Life.